# مدیر تدارکات
مدیر تدارکات کسی است که چندین نفر را به عنوان گروه تدارکات، شامل راننده، کارگر برای کار در جلو و پشت صحنه، آشپز و ... را در اختیار می‌گیرد تا تحت نظارت او، به عوامل و دست اندرکاران تولید فیلم، خدمات لازم را ارائه دهند. او همچنین برای بخش‌های مختلف تولید، ابزار و وسایل مورد نیازشان را تهیه می‌کند.